# Morsi
Morsi är en ort i Indien.   Den ligger i distriktet Amravati och delstaten Maharashtra, i den centrala delen av landet, 800 km söder om huvudstaden New Delhi. Morsi ligger 351 meter över havet och antalet invånare är 35 554.
Terrängen runt Morsi är huvudsakligen platt, men norrut är den kuperad. Runt Morsi är det ganska tätbefolkat, med 185 invånare per kvadratkilometer. Det finns inga andra samhällen i närheten. Trakten runt Morsi består till största delen av jordbruksmark.